# Jogos Olímpicos de Verão de 1988
Jogos Olímpicos de Verão de 1988  (Hangul: 서울 하계 올림픽; hanja: 서울 夏季 올림픽; Seoul Hagye Ollimpik), oficialmente denominados Jogos da XXIV Olimpíada, foram os Jogos Olímpicos realizados em Seul, Coreia do Sul, entre 17 de setembro e 2 de outubro, com a participação recorde de 159 países e 8 391 atletas.
Seul derrotou a cidade japonesa de Nagoya na disputa pelo direito de sediar os Jogos e gastou mais de setecentos bilhões de wons no evento, investindo em obras de infraestrutura e na construção de instalações esportivas, entre elas um Estádio Olímpico para cem mil pessoas. Após três edições de Jogos Olímpicos com grandes boicotes, Seul viu o enfrentamento direto das grandes potências União Soviética, Estados Unidos e Alemanha Oriental, que venceram a maioria das competições. Cuba, Coreia do Norte, Nicarágua e Etiópia, entretanto, não enviaram delegações a Seul.
Tênis e tênis de mesa foram incorporados ao programa dos Jogos, elevando o total de eventos a 237. Os destaques individuais da competição foram a nadadora alemã oriental Kristin Otto, que conquistou seis medalhas de ouro, e o também nadador Matt Biondi, dos Estados Unidos, que ganhou sete medalhas, sendo cinco de ouro. A tenista Steffi Graf entrou para a história como a única a conquistar o Golden Slam real e o halterofilista turco Naim Süleymanoğlu venceu com folga sua categoria, levantando mais peso que todos os competidores da categoria acima da sua. Por outro lado, os Jogos de Seul ficaram marcados por escândalos de doping, o mais famoso deles envolvendo o corredor canadense Ben Johnson, que venceu a prova dos 100 metros do atletismo e teve sua medalha retirada dois dias depois, quando o exame antidoping deu resultado positivo. A maioria dos casos de desclassificação ocorreu no halterofilismo, levando as equipes da Bulgária e da Hungria a abandonarem a competição devido aos exames.
Mais de quinze mil jornalistas estiveram na capital sul-coreana para os Jogos, que tiveram imagens transmitidas para 140 países, tornando esta edição a mais assistida da história até aquele momento. O evento contribuiu para o crescimento econômico da Coreia do Sul e para o reposicionamento da imagem internacional do país, que recebeu nos anos seguintes diversos eventos de nível mundial, como a Copa do Mundo FIFA de 2002.

## Processo de candidatura
| Resultados da eleição da cidade-sede dos Jogos da XXIV Olimpíada | Resultados da eleição da cidade-sede dos Jogos da XXIV Olimpíada | Resultados da eleição da cidade-sede dos Jogos da XXIV Olimpíada |
| Cidade                                                           | CON                                                              | Rodada 1                                                         |
| ---------------------------------------------------------------- | ---------------------------------------------------------------- | ---------------------------------------------------------------- |
| Seul                                                             | KOR Coreia do Sul                                                | 52                                                               |
| Nagoya                                                           | JPN Japão                                                        | 27                                                               |

A candidatura de Seul a sede dos Jogos Olímpicos foi motivada pelo sucesso do Campeonato Mundial de Tiro Esportivo de 1978 e do Campeonato Mundial de Basquetebol Feminino de 1979, juntamente com a posterior eleição do chefe da federação sul-coreana de tiro à presidência do Comitê Olímpico do país (KOC), assim como por fatores econômicos que colocavam a Coreia do Sul, em pleno cenário de Guerra Fria, como uma aposta segura. Após vários estudos de impacto, que envolveram análises dos efeitos dos Jogos Olímpicos de Verão de 1964 em Tóquio, o Comitê e o governo nacional oficializaram a candidatura em outubro de 1979..
Dentre os eventos que também ajudaram foi a organização do Miss Universo 1981, que teve grande sucesso.
O assassinato do presidente da república Park Chung-hee, apenas dezoito dias após o lançamento da candidatura, forçou o KOC a repensar o projeto, que voltou ao patamar inicial. Apenas em dezembro de 1980 Seul foi confirmada como cidade candidata, ao lado de Melbourne, na Austrália, Atenas, na Grécia, e Nagoya, no Japão. As duas primeiras, porém, retiraram suas candidaturas ainda no início do processo. O projeto de Seul estava abalado por discrepâncias entre as análises iniciais e o relatório enviado ao COI, principalmente na questão financeira, mas o Ministro da Educação, um dos principais entusiastas da candidatura, adotou uma posição firme, declarando que a retirada de Seul da corrida acabaria com a reputação da Coreia do Sul no cenário internacional.
A situação política da Coreia era vista como um ponto negativo da candidatura, favorecendo a adversária Nagoya, mas o governo confiava que o projeto esportivo e a oportunidade de desenvolvimento do país ajudariam a campanha. Na 84ª Sessão do Comitê Olímpico Internacional, realizada em Baden-Baden, Alemanha, a delegação sul-coreana promoveu uma campanha maciça de convencimento dos membros do COI, que teve seu ápice no dia 29 de setembro, com uma apresentação segura e convincente; juntamente a isso, Seul já se preparava para sediar os Jogos Asiáticos de 1986, o que poderia ser uma segurança a mais para a organização dos Jogos, já que a cidade oferecia uma infraestrutura que não seria especificamente para os Jogos. A delegação japonesa, em oposição, apresentou a candidatura de forma fria, extremamente confiante de que sairia vencedora. No dia seguinte, os oitenta membros do COI se reuniram para eleger a cidade sede. 52 deles votaram na capital sul-coreana e 27 escolheram a adversária japonesa. Apesar do medo de boicote, o presidente do COI Juan Antonio Samaranch declarou que a vitória de Seul era uma vitória do espírito olímpico.

## Preparação

### Orçamento e obras
O orçamento inicial dos Jogos de Seul era de 747,7 bilhões de wons. As principais fontes de renda foram a venda dos direitos de transmissão e de moedas comemorativas e uma loteria criada pelo governo especialmente para o evento. Os patrocinadores (classificados em "patrocinadores oficiais", "fornecedores oficiais" e "licenciados") injetaram mais de cem bilhões de wons na organização do evento.
O governo sul-coreano contribuiu para o projeto desde os estágios iniciais, com a criação do Ministério do Esporte (que se tornou desvinculado do Ministério da Educação) e de vários grupos de trabalho que atuaram em diversas frentes. A população do país também se envolveu com a organização, através de comitês locais de promoção dos Jogos Olímpicos. A cidade se preocupou com o meio ambiente e com o reflorestamento de diversas áreas, implantação de jardins em diversos pontos da cidade e revitalização da orla do rio Han.
Duas novas linhas de metrô foram construídas, a sinalização de trânsito foi renovada e um sistema de rodízio de veículos foi implantado durante o evento para evitar congestionamentos. O Aeroporto Internacional de Gimpo foi reformado, quase dobrando sua capacidade anual de passageiros. Diversos espaços públicos com potencial turístico também foram reformados.

### Locais de competição
Seul utilizou vinte e uma instalações já existentes (muitas previamente usadas nos Jogos Asiáticos de 1986 e em diversos eventos anteriores) e algumas instalações construídas especificamente para o evento. Os locais de competição estavam centralizados no distrito de Songpa, onde se localizavam o Complexo Esportivo de Seul e o Parque Olímpico de Seul, mas existiam instalações espalhadas por toda a cidade, juntamente com outras cidades da sua região metropolitana. No Complexo Esportivo de Seul, localizado no bairro de Jamsil, estavam o Estádio Olímpico, com capacidade para cem mil pessoas, o Ginásio Jamsil, sede do basquetebol, o Parque Aquático de Seul, onde foram realizados os esportes aquáticos, e o Ginásio dos Estudantes, local do boxe.
No Parque Olímpico de Seul foram construídos a Arena de Ginástica Olímpica, o Ginásio da Esgrima, o Ginásio do Halterofilismo (que depois foi convertido em um teatro), o complexo das quadras de tênis e o velódromo, bem como a Vila Olímpica e diversas áreas de convivência entre os atletas.
Além dessas duas regiões, novas instalações específicas foram construídas ou reformadas dentro da Região Metropolitana de Seul, como a raia de remo e canoagem no Rio Han, o Saemaul Sports Hall e o Ginásio da Universidade Hanyang, que sediaram as preliminares dos torneios de voleibol. Já em condições de uso estavam o Ginásio da Universidade Nacional de Seul, que sediou o primeiro torneio olímpico de tênis de mesa da história, e o Ginásio de Jangchung, que sediou o torneio de judô. O campo de Tiro com Arco de Hwarang foi reformado, juntamente com o Dongdaemun Stadium, que era até então a mais antiga praça desportiva da cidade.
Fora da Região Metropolitana de Seul, sete subsedes sediaram eventos: Busan foi a subsede da vela e também do torneio de futebol. A cidade de Seongnam sediou as competições de lutas e hóquei sobre a grama. As cidades de Daejeon, Daegu, Gwangju e Suwon foram também subsedes do torneio de futebol. As provas de ciclismo de pista foram disputadas em Munsan, localizada no limite da Zona Desmilitarizada da Coreia.

### Marketing e design
O logotipo dos Jogos foi escolhido pelo Comitê Organizador entre vinte e seis trabalhos inscritos, e é um samtaeguk, tradicional figura sul-coreana, reconhecida internacionalmente. O símbolo, com três cores, representa ao mesmo tempo a chegada de pessoas de todas as partes do mundo à Coreia do Sul e a busca humana por felicidade e prosperidade.
Outro concurso escolheu o mascote do evento. Entre 4 344 candidatos, o escolhido foi um tigre, animal que representa o vigor e o espírito de luta do povo coreano e está presente no folclore do país. Hodori (cujo nome significa "tigre menino") usava um colar com os anéis olímpicos e um sangmo, tradicional chapéu coreano.
O pôster oficial dos Jogos foi feito com técnicas de computação gráfica e trazia uma pessoa conduzindo uma tocha abaixo dos anéis olímpicos, representando os ideais olímpicos iluminando o progresso da humanidade. Foram ainda elaboradas duas séries de pôsteres: uma para cada um dos esportes disputados em Seul e outros com elementos da cultura do país.

### Boicote
Pela primeira vez desde os Jogos de Montreal 1976 os países dos blocos socialista, liderados pela União Soviética, e capitalista, liderados pelos Estados Unidos, participaram juntos dos Jogos, após os boicotes às edições de Moscou 1980 e Los Angeles 1984. O evento, entretanto, não ficou livre dos boicotes. Cuba, Coreia do Norte, Nicarágua e Etiópia não enviaram delegações a Seul. Seychelles e Albânia também não responderam ao convite do comitê organizador e não enviaram atletas, mas o COI não considera que esses países tenham boicotado o evento.

## Revezamento da tocha

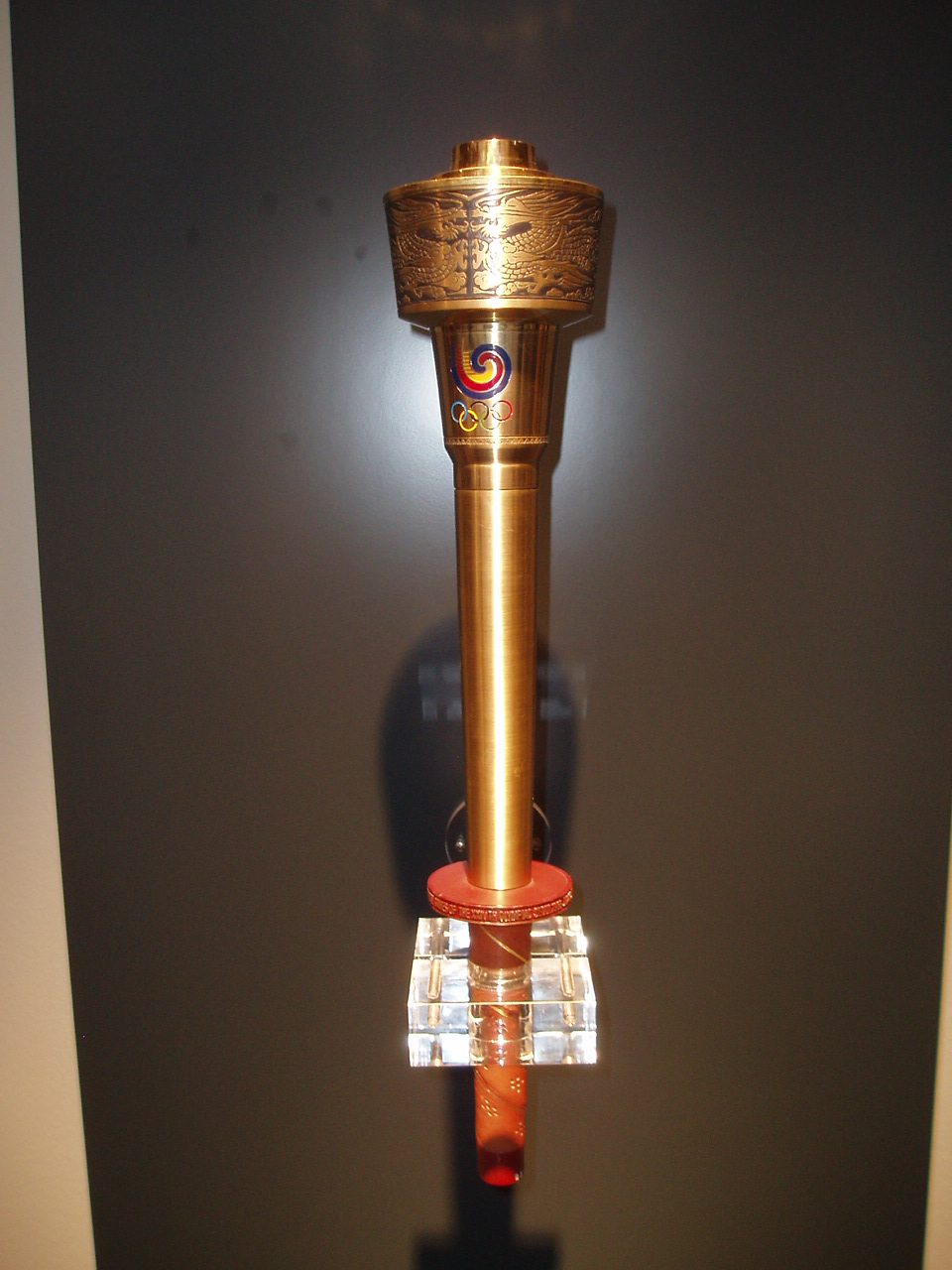
Tocha dos Jogos de Seul.

Seul elaborou vários projetos para o revezamento da tocha, entre eles a passagem do símbolo por todos os países do mundo ou por cidades símbolos de cada cultura. Os altos custos e o risco de um retorno publicitário duvidoso fizeram o comitê organizador optar por um revezamento mais simples, passando apenas por cidades gregas e sul-coreanas, com uma parada técnica na Tailândia.
As tochas foram produzidas pela Korea Explosives Ltd. e seu design foi semelhante ao da tocha usada no revezamento dos Jogos Asiáticos de 1986. Com o desenho de dois dragões simbolizando a harmonia entre leste e oeste, cada tocha, feita com latão e plástico, tinha 55 centímetros de altura e pesava cerca de um quilograma. A chama podia chegar a uma altura de 40 centímetros e era resistente a água, areia e a ventos de até 72 quilômetros por hora.
A chama foi acesa no dia 23 de agosto em Olímpia, seguindo o ritual da Carta Olímpica. O grego Thanassis Kaloyannia, que competiria nos 400 metros do atletismo em Seul, foi o primeiro a conduzir a tocha, iniciando um trajeto de 374 quilômetros até Atenas, que foi concluído na noite do dia 25. Após uma cerimônia no Estádio Panathinaiko e outra no Partenon, a chama foi guardada em uma lamparina e o voo levando a delegação coreana decolou no fim da noite.
A delegação fez uma escala técnica no Aeroporto Internacional de Suvarnabhumi em Bangkok, Tailândia, onde a tocha foi acesa pelo prefeito da cidade e conduzida pelas dependências do aeroporto por Porntip Nakhirunkanok, Miss Universo 1988, e por outros dois tailandeses. No dia seguinte, a comitiva seguiu viagem, chegando à ilha de Jeju na manhã do dia 27, dando início ao revezamento doméstico, que durou vinte e dois dias e teve um trajeto em zigue-zague, que, segundo os organizadores, simbolizava a harmonia e o progresso.
O revezamento passou pelas principais cidades do país: Busan, Suncheon, Daegu, Daejeon, Cheongju, Suwon e Incheon, além de várias outras até chegar a Seul algumas horas antes da cerimônia de abertura em 16 de setembro.

## Países participantes

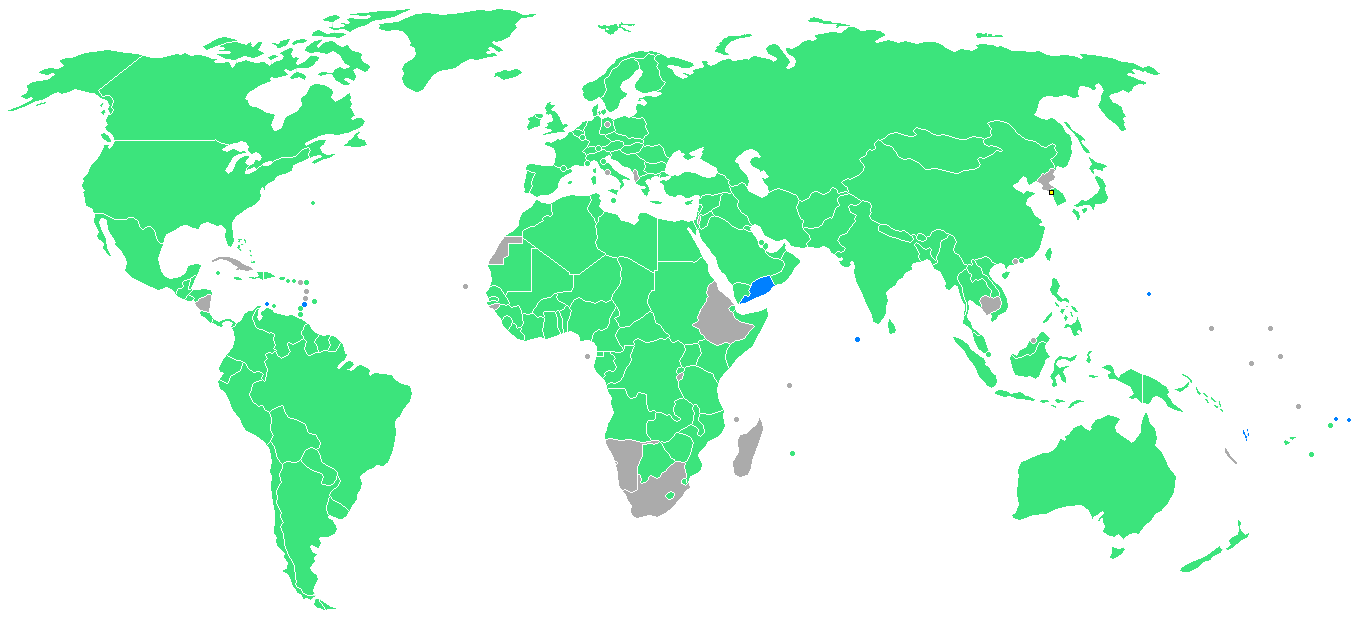
Mapa dos países participantes dos Jogos Olímpicos de Verão de 1988 (em verde, com os estreantes em azul).

Atletas de 159 países participaram dos Jogos de Seul. Aruba, Guam, Iêmen do Sul, Ilhas Cook, Maldivas, Samoa Americana, São Vicente e Granadinas e Vanuatu fizeram suas primeiras participações nos Jogos. Brunei participou das cerimônias de abertura e encerramento, mas a delegação era formada por apenas um árbitro e nenhum atleta.
Entre parêntesis o número de atletas de cada país.
| \| - AFG Afeganistão (5) - FRG Alemanha Ocidental (404) - GDR Alemanha Oriental (291) - AND Andorra (3) - ANG Angola (29) - ANT Antígua e Barbuda (16) - AHO Antilhas Neerlandesas (3) - KSA Arábia Saudita (14) - ALG Argélia (46) - ARG Argentina (125) - ARU Aruba (8) - AUS Austrália (295) - AUT Áustria (88) - BAH Bahamas (17) - BRN Bahrein (11) - BAN Bangladesh (6) - BAR Barbados (17) - BEL Bélgica (65) - BIZ Belize (10) - BEN Benim (7) - BER Bermudas (13) - BIR Birmânia (2) - BOL Bolívia (7) - BOT Botsuana (8) - BRA Brasil (171) - BUL Bulgária (186) - BUR Burquina Fasso (6) - BHU Butão (3) - CMR Camarões (15) - CAN Canadá (379) - QAT Catar (12) - CHA Chade (6) - TCH Checoslováquia (171) - CHI Chile (18) - CHN China (293) - CYP Chipre (9) - COL Colômbia (43) - CGO Congo (9) - KOR Coreia do Sul (467) - CIV Costa do Marfim (32) - CRC Costa Rica (16) - DEN Dinamarca (92) - DJI Djibuti (7) - EGY Egito (54) - ESA El Salvador (6) - UAE Emirados Árabes Unidos (12) - ECU Equador (26) - ESP Espanha (269) - USA Estados Unidos (615) - FIJ Fiji (24) - PHI Filipinas (33) - FIN Finlândia (79) - FRA França (309) - GAB Gabão (3) \| - GAM Gâmbia (7) - GHA Gana (18) - GBR Grã-Bretanha (369) - GRN Granada (6) - GRE Grécia (58) - GUM Guam (20) - GUA Guatemala (30) - GUY Guiana (8) - GUI Guiné (8) - GEQ Guiné Equatorial (6) - HAI Haiti (4) - HON Honduras (7) - HKG Hong Kong (49) - HUN Hungria (203) - YAR Iêmen do Norte (11) - YMD Iêmen do Sul (8) - CAY Ilhas Cayman (8) - COK Ilhas Cook (6) - SOL Ilhas Salomão (7) - ISV Ilhas Virgens Americanas (26) - IVB Ilhas Virgens Britânicas (3) - IND Índia (46) - INA Indonésia (31) - IRN Irã (27) - IRQ Iraque (31) - IRL Irlanda (65) - ISL Islândia (32) - ISR Israel (19) - ITA Itália (286) - YUG Iugoslávia (157) - JAM Jamaica (35) - JPN Japão (289) - JOR Jordânia (9) - KUW Kuwait (31) - LAO Laos (6) - LES Lesoto (6) - LIB Líbano (8) - LBR Libéria (21) - LBA Líbia (6) - LIE Liechtenstein (12) - LUX Luxemburgo (8) - MAS Malásia (13) - MAW Malawi (17) - MDV Maldivas (7) - MLI Mali (6) - MLT Malta (9) - MAR Marrocos (27) - MRI Maurício (8) - MTN Mauritânia (6) - MEX México (91) - MOZ Moçambique (6) - MON Mônaco (9) - MGL Mongólia (28) \| - NEP Nepal (18) - NIG Níger (8) - NGR Nigéria (76) - NOR Noruega (79) - NZL Nova Zelândia (93) - OMA Omã (13) - NED Países Baixos (192) - PAN Panamá (6) - PNG Papua-Nova Guiné (12) - PAK Paquistão (32) - PAR Paraguai (1) - PER Peru (22) - POL Polônia (152) - PUR Porto Rico (70) - POR Portugal (68) - KEN Quênia (76) - CAF República Centro-Africana (16) - DOM República Dominicana (16) - ROM Romênia (64) - RWA Ruanda (6) - WSM Samoa (11) - ASA Samoa Americana (6) - SMR San Marino (11) - VIN São Vicente e Granadinas (7) - SEN Senegal (22) - SLE Serra Leoa (15) - SIN Singapura (8) - SYR Síria (16) - SOM Somália (7) - SRI Sri Lanka (6) - SWZ Suazilândia (11) - SUD Sudão (8) - SWE Suécia (205) - SUI Suíça (109) - SUR Suriname (6) - THA Tailândia (16) - TPE Taipé Chinês (90) - TAN Tanzânia (10) - TOG Togo (6) - TGA Tonga (6) - TRI Trinidad e Tobago (6) - TUN Tunísia (41) - TUR Turquia (50) - UGA Uganda (25) - URS União Soviética (514) - URU Uruguai (14) - VAN Vanuatu (6) - VEN Venezuela (18) - VIE Vietnã (10) - ZAI Zaire (18) - ZAM Zâmbia (31) - ZIM Zimbabwe (31) \| | | |
| - AFG Afeganistão (5) - FRG Alemanha Ocidental (404) - GDR Alemanha Oriental (291) - AND Andorra (3) - ANG Angola (29) - ANT Antígua e Barbuda (16) - AHO Antilhas Neerlandesas (3) - KSA Arábia Saudita (14) - ALG Argélia (46) - ARG Argentina (125) - ARU Aruba (8) - AUS Austrália (295) - AUT Áustria (88) - BAH Bahamas (17) - BRN Bahrein (11) - BAN Bangladesh (6) - BAR Barbados (17) - BEL Bélgica (65) - BIZ Belize (10) - BEN Benim (7) - BER Bermudas (13) - BIR Birmânia (2) - BOL Bolívia (7) - BOT Botsuana (8) - BRA Brasil (171) - BUL Bulgária (186) - BUR Burquina Fasso (6) - BHU Butão (3) - CMR Camarões (15) - CAN Canadá (379) - QAT Catar (12) - CHA Chade (6) - TCH Checoslováquia (171) - CHI Chile (18) - CHN China (293) - CYP Chipre (9) - COL Colômbia (43) - CGO Congo (9) - KOR Coreia do Sul (467) - CIV Costa do Marfim (32) - CRC Costa Rica (16) - DEN Dinamarca (92) - DJI Djibuti (7) - EGY Egito (54) - ESA El Salvador (6) - UAE Emirados Árabes Unidos (12) - ECU Equador (26) - ESP Espanha (269) - USA Estados Unidos (615) - FIJ Fiji (24) - PHI Filipinas (33) - FIN Finlândia (79) - FRA França (309) - GAB Gabão (3) | - GAM Gâmbia (7) - GHA Gana (18) - GBR Grã-Bretanha (369) - GRN Granada (6) - GRE Grécia (58) - GUM Guam (20) - GUA Guatemala (30) - GUY Guiana (8) - GUI Guiné (8) - GEQ Guiné Equatorial (6) - HAI Haiti (4) - HON Honduras (7) - HKG Hong Kong (49) - HUN Hungria (203) - YAR Iêmen do Norte (11) - YMD Iêmen do Sul (8) - CAY Ilhas Cayman (8) - COK Ilhas Cook (6) - SOL Ilhas Salomão (7) - ISV Ilhas Virgens Americanas (26) - IVB Ilhas Virgens Britânicas (3) - IND Índia (46) - INA Indonésia (31) - IRN Irã (27) - IRQ Iraque (31) - IRL Irlanda (65) - ISL Islândia (32) - ISR Israel (19) - ITA Itália (286) - YUG Iugoslávia (157) - JAM Jamaica (35) - JPN Japão (289) - JOR Jordânia (9) - KUW Kuwait (31) - LAO Laos (6) - LES Lesoto (6) - LIB Líbano (8) - LBR Libéria (21) - LBA Líbia (6) - LIE Liechtenstein (12) - LUX Luxemburgo (8) - MAS Malásia (13) - MAW Malawi (17) - MDV Maldivas (7) - MLI Mali (6) - MLT Malta (9) - MAR Marrocos (27) - MRI Maurício (8) - MTN Mauritânia (6) - MEX México (91) - MOZ Moçambique (6) - MON Mônaco (9) - MGL Mongólia (28) | - NEP Nepal (18) - NIG Níger (8) - NGR Nigéria (76) - NOR Noruega (79) - NZL Nova Zelândia (93) - OMA Omã (13) - NED Países Baixos (192) - PAN Panamá (6) - PNG Papua-Nova Guiné (12) - PAK Paquistão (32) - PAR Paraguai (1) - PER Peru (22) - POL Polônia (152) - PUR Porto Rico (70) - POR Portugal (68) - KEN Quênia (76) - CAF República Centro-Africana (16) - DOM República Dominicana (16) - ROM Romênia (64) - RWA Ruanda (6) - WSM Samoa (11) - ASA Samoa Americana (6) - SMR San Marino (11) - VIN São Vicente e Granadinas (7) - SEN Senegal (22) - SLE Serra Leoa (15) - SIN Singapura (8) - SYR Síria (16) - SOM Somália (7) - SRI Sri Lanka (6) - SWZ Suazilândia (11) - SUD Sudão (8) - SWE Suécia (205) - SUI Suíça (109) - SUR Suriname (6) - THA Tailândia (16) - TPE Taipé Chinês (90) - TAN Tanzânia (10) - TOG Togo (6) - TGA Tonga (6) - TRI Trinidad e Tobago (6) - TUN Tunísia (41) - TUR Turquia (50) - UGA Uganda (25) - URS União Soviética (514) - URU Uruguai (14) - VAN Vanuatu (6) - VEN Venezuela (18) - VIE Vietnã (10) - ZAI Zaire (18) - ZAM Zâmbia (31) - ZIM Zimbabwe (31) |

## Modalidades disputadas
O programa dos Jogos de Seul foi decidido em 1979, na mesma sessão do COI que elegeu a capital sul-coreana sede da edição. A entidade incluiu o tênis e o tênis de mesa como esportes oficiais (em Los Angeles 1984 ambos seriam disputados como esportes de demonstração). Em relação ao programa dos Jogos de quatro anos antes, dezessete novos eventos foram adicionados e um foi retirado, levando o total de 221 a 237. As mudanças foram as seguintes:
- Atletismo: inclusão da prova feminina dos 10 000 metros;
- Ciclismo: adição da prova de velocidade individual feminina entre os eventos de pista;
- Judô: retirada da categoria aberta;
- Natação: inclusão das provas de 50 metros nado livre masculino e feminino;
- Tênis: inclusão dos torneios de simples masculino e feminino e duplas masculinas e femininas;
- Tênis de mesa: inclusão dos torneios de simples masculino e feminino e duplas masculinas e femininas;
- Tiro: adição das provas de pistola de ar comprimido masculino e pistola feminino;
- Tiro com arco: inclusão das competições por equipes masculinas e femininas
- Vela: inclusão da classe 470 feminina.

As vinte e seis modalidades disputadas foram (entre parêntesis o número de finais):
| - Atletismo (42) - Basquetebol (2) - Boxe (12) - Canoagem (12) - Ciclismo (9) - Esgrima (8) - Futebol (1) - Ginástica (15) - Halterofilismo (10) | - Handebol (2) - Hipismo (6) - Hóquei sobre a grama (2) - Judô (7) - Lutas (20) - Nado sincronizado (2) - Natação (31) - Pentatlo moderno (2) - Polo aquático (1) | - Remo (14) - Saltos ornamentais (4) - Tênis (4) - Tênis de mesa (4) - Tiro (13) - Tiro com arco (4) - Vela (8) - Voleibol (2) |

Além desses esportes, também foram disputadas competições de esportes de demonstração (taekwondo, tradicional arte marcial sul-coreana, além de beisebol e categorias femininas do judô, que já haviam sido aprovadas para o programa oficial dos Jogos de Barcelona 1992) e esportes de exibição (badminton, boliche e corridas em cadeira de rodas).

## Calendário
Os Jogos foram realizados em setembro e no início de outubro em virtude do clima mais favorável. A programação de cada dia foi elaborada de modo a evitar que esportes populares (atletismo e natação, por exemplo) ocorressem simultaneamente, que a distribuição de medalhas de ouro não fosse tão desigual entre os dias e que nenhum país fosse favorecido no quadro de medalhas geral pelas finais dos primeiros dias.
| ● | Cerimônia de abertura | ● | Competições | ● | Finais de competições | ● | Cerimônia de encerramento |

|                      | Setembro | Setembro | Setembro | Setembro | Setembro | Setembro | Setembro | Setembro | Setembro | Setembro | Setembro | Setembro | Setembro | Setembro | Outubro | Outubro | T   |
| 17                   | 18       | 19       | 20       | 21       | 22       | 23       | 24       | 25       | 26       | 27       | 28       | 29       | 30       | 1        | 2       |         | T   |
| Sáb                  | Dom      | Seg      | Ter      | Qua      | Qui      | Sex      | Sáb      | Dom      | Seg      | Ter      | Qua      | Qui      | Sex      | Sáb      | Dom     |         | T   |
| -------------------- | -------- | -------- | -------- | -------- | -------- | -------- | -------- | -------- | -------- | -------- | -------- | -------- | -------- | -------- | ------- | ------- | --- |
| Cerimônias           | ●        |          |          |          |          |          |          |          |          |          |          |          |          |          |         | ●       |     |
| Atletismo            |          |          |          |          |          |          | 3        | 3        | 5        | 8        |          | 4        | 4        | 5        | 9       | 1       | 42  |
| Basquetebol          |          |          |          |          |          |          |          |          |          |          |          |          | 1        | 1        |         |         | 2   |
| Boxe                 |          |          |          |          |          |          |          |          |          |          |          |          |          |          | 6       | 6       | 12  |
| Canoagem             |          |          |          |          |          |          |          |          |          |          |          |          |          | 6        | 6       |         | 12  |
| Ciclismo             |          | 1        |          | 1        |          | 1        |          | 4        |          | 1        | 1        |          |          |          |         |         | 9   |
| Esgrima              |          |          |          |          | 1        | 1        | 1        | 1        |          |          | 1        | 1        | 1        | 1        |         |         | 8   |
| Futebol              |          |          |          |          |          |          |          |          |          |          |          |          |          |          | 1       |         | 1   |
| Ginástica            |          |          |          | 1        | 1        | 1        | 1        | 6        | 4        |          |          |          |          | 1        |         |         | 15  |
| Halterofilismo       |          | 1        | 1        | 1        | 1        | 1        |          | 1        | 1        | 1        | 1        |          | 1        |          |         |         | 10  |
| Handebol             |          |          |          |          |          |          |          |          |          |          |          |          | 1        |          | 1       |         | 2   |
| Hipismo              |          |          |          |          |          | 2        |          |          | 1        |          | 1        | 1        |          |          |         | 1       | 6   |
| Hóquei sobre a grama |          |          |          |          |          |          |          |          |          |          |          |          |          | 1        | 1       |         | 2   |
| Judô                 |          |          |          |          |          |          |          |          | 1        | 1        | 1        | 1        | 1        | 1        | 1       |         | 7   |
| Lutas                |          |          |          | 3        | 3        | 4        |          |          |          |          |          |          | 3        | 3        | 4       |         | 20  |
| Nado sincronizado    |          |          |          |          |          |          |          |          |          |          |          |          |          | 1        | 1       |         | 2   |
| Natação              |          |          | 4        |          | 5        | 5        | 5        | 6        | 6        |          |          |          |          |          |         |         | 31  |
| Pentatlo moderno     |          |          |          |          |          | 2        |          |          |          |          |          |          |          |          |         |         | 2   |
| Polo aquático        |          |          |          |          |          |          |          |          |          |          |          |          |          |          | 1       |         | 1   |
| Remo                 |          |          |          |          |          |          |          | 7        | 7        |          |          |          |          |          |         |         | 14  |
| Saltos ornamentais   |          | 1        |          | 1        |          |          |          |          | 1        |          | 1        |          |          |          |         |         | 4   |
| Tênis                |          |          |          |          |          |          |          |          |          |          |          |          |          | 2        | 2       |         | 4   |
| Tênis de mesa        |          |          |          |          |          |          |          |          |          |          |          |          |          | 2        | 2       |         | 4   |
| Tiro                 |          | 2        | 2        | 2        | 2        | 1        | 2        | 2        |          |          |          |          |          |          |         |         | 13  |
| Tiro com arco        |          |          |          |          |          |          |          |          |          |          |          |          |          | 2        | 2       |         | 4   |
| Vela                 |          |          |          |          |          |          |          |          |          |          | 8        |          |          |          |         |         | 8   |
| Voleibol             |          |          |          |          |          |          |          |          |          |          |          |          | 1        |          |         | 1       | 2   |
| Finais               | 0        | 5        | 7        | 9        | 13       | 18       | 12       | 30       | 26       | 11       | 14       | 7        | 13       | 26       | 37      | 9       | 237 |

## Cerimônias

### Abertura
A cerimônia de abertura ocorreu na manhã do dia 17 e começou com um desfile de 457 barcos no Rio Han e a Procissão do Tambor do Dragão no interior do estádio, que reuniu mais de 400 percussionistas e três tambores gigantes. Segmentos de dança homenagearam a origem grega dos Jogos e mais de mil universitários sul-coreanos formaram no centro do estádio o numeral 88, ano dos Jogos, e a palavra em inglês Welcome ("Bem-vindos"). Após a entrada do presidente da Coreia do Sul Roh Tae-woo, o mesmo grupo formou a palavra "bem-vindos" em coreano e os desenhos dos anéis olímpicos e do logotipo oficial dos Jogos de Seul.
Seguiu-se o desfile dos atletas, que foi iniciado por trezentas balizas que entraram no estádio conduzindo bandeiras com os anéis olímpicos e o logotipo desta edição e a delegação da Grécia, tradicionalmente a primeira a desfilar. As demais delegações entraram em ordem alfabética de acordo com os caracteres do Hangul, a escrita oficial do país, exceto a do país anfitrião, que foi a última a entrar. O protocolo foi seguido com os discursos oficiais, a declaração de abertura, o hasteamento da Bandeira Olímpica e a soltura de 2 400 pombas brancas, simbolizando liberdade e paz.
A tocha olímpica entrou no estádio conduzida por Sohn Kee-chung, campeão olímpico da maratona nos Jogos de Berlim 1936, que entregou a tocha a Im Chun-ae, campeã do salto triplo nos Jogos Asiáticos de 1986. Ela deu uma volta na pista de atletismo e entregou a tocha a Kim Won-Tak, Chung Sun-Man e Sohn Mi-Chung, três jovens atletas sul-coreanos (Won-Tak participaria da maratona olímpica dias depois). Uma estrutura os suspendeu até a pira de 22 metros de altura e eles a acenderam. Um dos maiores incidentes da história olímpica ocorreu neste momento, quando várias das pombas que haviam sido soltas minutos antes estavam pousadas na pira e foram incineradas.
A cerimônia formal se encerrou com os juramentos olímpicos, o hino nacional sul-coreano e a saída dos atletas. Seguiu-se uma segunda parte artística composta por sete segmentos representando o slogan dos Jogos "Harmonia e Progresso", com destaque para a apresentação de mais de setenta paraquedistas. Encerrando a cerimônia, foi executada a canção oficial dos Jogos, Hand in Hand, da banda Koreana.

### Encerramento
Às 19h do dia 2 de outubro começou a cerimônia de encerramento, com quinhentos ginastas e 300 percussionistas celebrando o sucesso dos dezesseis dias anteriores. Os componentes se posicionaram em volta do campo e em seguida os atletas foram chamados, entrando no estádio sem divisão de delegações. Quando todos os atletas entraram no gramado, foram executados os hinos da Coreia do Sul, da Grécia e da Espanha (sede da edição seguinte dos Jogos), acompanhados dos hasteamentos das bandeiras dos três países.
A parte artística se iniciou com danças típicas, enquanto um grupo de pessoas montava uma ponte em formato de S. No segmento "Navios Partindo" foi apresentada uma performance de pansori. O presidente do comitê organizador e o presidente do COI fizeram seus discursos e a cerimônia da Antuérpia foi realizada, onde o prefeito de Seul passou a Bandeira Olímpica para o prefeito de Barcelona. Dançarinos das duas cidades se encontraram para apresentar a sede olímpica seguinte.
A Bandeira Olímpica hasteada na cerimônia de abertura foi arriada e retirada do estádio e a pira gradualmente foi se apagando, deixando o estádio quieto. O silêncio foi interrompido por um daegeum, espécie de flauta de bambu tipicamente sul-coreana. Em seguida, 800 dançarinos entraram na pista, cada um carregando uma lanterna de seda. A canção folclórica Arirang foi executada. Os mascotes de Seul, Hodori, e de Barcelona, Cobi, se despediram do público e uma queima de fogos de artifício encerrou a cerimônia exatamente às 20h25.

## Fatos e destaques
- A primeira medalha de ouro dos Jogos foi conquistada pela soviética Irina Shilova, que venceu a prova da pistola de ar do tiro.[8]
- No total, 33 recordes mundiais e 227 recordes olímpicos foram estabelecidos em Seul.[8]
- Kristin Otto entrou para a história ao conquistar seis medalhas de ouro na natação, mais do que qualquer mulher em uma única edição de Jogos Olímpicos.[10]
- O americano Greg Louganis conquistou duas medalhas de ouro nos saltos ornamentais, mesmo tendo batido a cabeça no trampolim na primeira eliminatória.[11]
- Naim Süleymanoğlu, nascido na Bulgária e naturalizado turco, dominou a categoria até 60 kg do halterofilismo. Com apenas 1,54 metro de altura, ele quebrou os recordes mundiais do arranque (152,5 kg), do arremesso (190 kg) e, consequentemente, do somatório (342,5 kg), alcançando um resultado suficiente para conquistar a medalha de ouro até mesmo na categoria de peso acima da sua.[3]
- A União Soviética ficou com o ouro na competição masculina por equipes da ginástica com sete notas 10, a maior possível.[8]
- Anthony Nesty tornou-se o primeiro medalhista olímpico do Suriname ao vencer os 100 metros costas da natação, deixando em segundo o favorito Matt Biondi, dos Estados Unidos, que conquistaria outras seis medalhas em Seul.[12]
- Rosa Mota venceu a maratona feminina e se tornou a primeira mulher portuguesa a conquistar uma medalha de ouro em Jogos Olímpicos.[13]

- A Coreia do Sul conquistou todas as medalhas em disputa na competição individual feminina do tiro com arco, algo que nunca havia acontecido neste esporte. Dias depois, as três arqueiras ainda ficariam com o ouro na disputa por equipes.[14]
- Steffi Graf venceu o torneio de simples feminino do tênis, tornando-se a primeira tenista da história (e única até hoje, entre homens e mulheres) a conquistar o Golden Slam real (vencer Australian Open, Roland Garros, Wimbledon, US Open e o torneio olímpico no mesmo ano).[15]
- Outro fato inédito envolvendo mulheres foi o pódio do adestramento individual no hipismo, que, pela primeira vez na história olímpica, não teve presença masculina, algo que se tornaria comum nas edições seguintes.[16]
- A esgrimista sueca Kerstin Palm tornou-se a primeira mulher a participar de sete edições consecutivas dos Jogos Olímpicos, sem conquistar medalhas em nenhuma delas.[17]
- Serguei Bubka, competindo pela União Soviética e dono de trinta e cinco recordes mundiais do salto com vara, conquistou em Seul sua única medalha olímpica, vencendo a prova que teve pódio inteiramente soviético.[18]
- Lawrence Lemieux, velejador canadense da classe Finn, estava próximo da medalha de prata quando abandonou a prova para ajudar a dupla de Cingapura da classe 470 (as duas classes dividiam a raia) que estava se afogando, pois as águas agitadas haviam virado o barco. Após o resgate, ele voltou à prova e terminou apenas na vigésima segunda posição. Esse ato fez com que o COI o condecorasse com a medalha Pierre de Coubertin, honraria máxima do espírito esportivo em Jogos Olímpicos.[19]
- A União Soviética venceu os Estados Unidos na semifinal do basquetebol masculino. Pela segunda vez na história dos Jogos Olímpicos, os americanos não disputaram o ouro. Antes, eles só deixaram de ir à final por causa do boicote em Moscou 1980.[20]

## Doping
Os Jogos de Seul foram manchados por diversos casos de doping. O primeiro de grande repercussão ocorreu em 24 de setembro, quando toda a equipe búlgara de halterofilismo abandonou os Jogos devido à cassação das medalhas de ouro de Mitko Grablev e Angell Guencheva, ambos por uso da substância furosemida.
No mesmo dia, o corredor canadense Ben Johnson venceu os 100 metros do atletismo e, três dias depois, perdeu sua medalha de ouro porque seu exame comprovou o uso de estanozolol. Também no dia 27, dez halterofilistas húngaros abandonaram a competição após ser divulgado que Andor Szanyi, medalhista de prata na categoria até 100 kg, perderia a sua medalha, também por uso de estanozolol.
De acordo com o relatório oficial dos Jogos de Seul, foram realizados 1 598 testes antidoping, com dez resultados positivos (além dos quatro já citados, dois pentatletas, um judoca, um lutador e mais dois halterofilistas tiveram resultados positivos).

## Quadro de medalhas
739 medalhas foram distribuídas em Seul. Os países mais bem sucedidos foram:
| Ordem | País                   | Medalha de ouro | Medalha de prata | Medalha de bronze |     |  |
| ----- | ---------------------- | --------------- | ---------------- | ----------------- | --- |  |
| 1     | URS União Soviética    | 55              | 31               | 46                | 132 |  |
| 2     | GDR Alemanha Oriental  | 37              | 35               | 30                | 102 |  |
| 3     | USA Estados Unidos     | 36              | 31               | 27                | 94  |  |
| 4     | KOR Coreia do Sul      | 12              | 10               | 11                | 33  |  |
| 5     | FRG Alemanha Ocidental | 11              | 14               | 15                | 40  |  |
| 6     | HUN Hungria            | 11              | 6                | 6                 | 23  |  |
| 7     | BUL Bulgária           | 10              | 12               | 13                | 35  |  |
| 8     | ROM Romênia            | 7               | 11               | 6                 | 24  |  |
| 9     | FRA França             | 6               | 4                | 6                 | 16  |  |
| 10    | ITA Itália             | 6               | 4                | 4                 | 14  |  |
|       |                        |                 |                  |                   |     |  |
| 24    | BRA Brasil             | 1               | 2                | 3                 | 6   |  |
|       |                        |                 |                  |                   |     |  |
| 29    | POR Portugal           | 1               |                  |                   | 1   |  |

### Disputa entre potências
Os Jogos de Seul foram dominados por União Soviética, Estados Unidos e Alemanha Oriental, com a Coreia do Sul aproveitando a condição de competir em casa para alcançar uma inédita quarta posição.
A vantagem soviética foi conseguida em esportes que distribuem muitas medalhas, como ginástica, ciclismo, tiro, halterofilismo, lutas e atletismo, embora neste último os Estados Unidos tenham conquistado mais medalhas de ouro (13 contra 10 dos soviéticos). Os estadunidenses dominaram as provas de pista, enquanto os alemães orientais foram mais bem sucedidos nas provas de campo, assim como na natação (com treze ouros contra 8 dos Estados Unidos). A Coreia do Sul dominou o tiro com arco, conquistou um inédito ouro no handebol e dividiu as conquistas do tênis de mesa com a China (dois ouros para cada país), conseguindo ainda algumas medalhas de ouro nos esportes de combate.

### Atletas multimedalhistas
Diversos atletas conquistaram mais de uma medalha nesta edição. Os recordistas de medalha foram:
| Atleta                       | Esporte   | Medalha de ouro | Medalha de prata | Medalha de bronze |   |
| GDR Kristin Otto             | Natação   | 6               |                  |                   | 6 |
| USA Matt Biondi              | Natação   | 5               | 1                | 1                 | 7 |
| URS Vladimir Artemov         | Ginástica | 4               | 1                |                   | 5 |
| ROU Daniela Silivaş          | Ginástica | 3               | 2                | 1                 | 6 |
| USA Florence Griffith-Joyner | Atletismo | 3               | 1                |                   | 4 |
| URS Dimitri Bilozertchev     | Ginástica | 3               |                  | 1                 | 4 |
| USA Janet Evans              | Natação   | 3               |                  |                   | 3 |

## Cobertura midiática
Quase cinco mil jornalistas de mais de 1 400 jornais e revistas de todo o mundo estavam credenciados em Seul e ocuparam o Main Press Center. No International Broadcasting Center trabalharam 10 360 jornalistas de 127 emissoras de rádio e televisão de 64 países. A KBS foi a emissora oficial do evento, gerando imagens em trinta e oito canais, sendo vinte e quatro ao vivo. Mais de nove mil horas de imagens foram produzidas e transmitidas para o mundo através de cinco satélites. 227 emissoras de 140 países adquiriram os direitos de transmissão, tornando os Jogos de Seul os mais assistidos da história olímpica até aquele momento.
No Brasil, a transmissão dos Jogos foi feita por um pool composto por Rede Bandeirantes, Rede Manchete, SBT e Rede Globo, que, devido ao fuso horário, chegou a manter programação ao vivo 24 horas por dia.

## Legado
Os Jogos Olímpicos de 1988 foram importantes no desenvolvimento econômico da Coreia do Sul e no reposicionamento da imagem do país no cenário global. Conhecida na época principalmente pela Guerra da Coreia, os investimentos em infraestrutura feitos para os Jogos ajudaram a aumentar o PIB do país em mais de 320% entre 1980 e 1990.
As instalações novas e reformadas para os Jogos também serviram como sede de diversas competições de nível mundial nos anos seguintes, como o Campeonato Mundial de Taekwondo de 1989, o Campeonato Mundial de Handebol Feminino de 1990, o Campeonato Mundial Júnior de Atletismo de 1992 e o Campeonato Mundial de Esgrima de 1999.. A Coreia do Sul também sediou, ao lado do Japão, a Copa do Mundo FIFA de 2002, embora nenhum estádio usado nos Jogos Olímpicos tenha sido aproveitado. O país também sediou a Universíada de Inverno de 1997 em Muju, duas edições da Universíada de Verão, em 2003 em Daegu. A cidade também sediou o Campeonato Mundial de Atletismo de 2011 e em 2015 em Gwangju. A cidade também irá sediar o Campeonato Mundial de Esportes Aquáticos de 2017 A Coreia do Sul sediou ainda duas edições dos Jogos Asiáticos, em 2002 em Busan e outra na vizinha Incheon, em 2014, que também utilizou algumas instalações desta edição dos Jogos Olímpicos..
Os Jogos Olímpicos retornaram ao país em 2018, quando o resort de PyeongChang sediou os Jogos Olímpicos de Inverno.